# Vincenzo Franceschini
Vincenzo Franceschini (Grottammare, 26 dicembre 1844 – Fano, 29 marzo 1916) è stato un vescovo cattolico italiano.

## Biografia

### Formazione e nomina episcopale
Nacque a Grottammare, in provincia di Ascoli Piceno, il 26 dicembre 1844 da Atanasio Franceschini e Caterina Venieri. Iniziò gli studi presso il seminario di Ripatransone e li continuò a Roma presso il Seminario Pio, laureandosi in teologia e in utroque iure. Fu ordinato presbitero il 21 dicembre 1867 e, tornato nella propria diocesi di Ripatransone, fu professore, arcidiacono e vicario generale dei vescovi Francesco Alessandrini e Giuseppe Ceppetelli.
L'11 luglio 1892 papa Leone XIII lo nominò vescovo di Fossombrone e ricevette la consacrazione episcopale il 17 luglio dello stesso anno per l'imposizione delle mani dell'allora cardinale vescovo di Albano, Lucido Maria Parocchi. Lo stesso papa Leone XIII, il 22 giugno 1896, lo nominò vescovo della sede episcopale fanese.

### L'episcopato fanese
A Fano introdusse l'istituto dei Fratelli delle scuole cristiane (F.S.C.), concedendo ai religiosi la custodia della struttura del collegio Sant'Arcangelo. Riuscì inoltre a ottenere da papa Pio X l'erezione del seminario regionale marchigiano presso la città di Fano. Nel 1912 fu principale consacratore di Luigi Ferri, nominato da papa Pio X vescovo di Montalto.
Si conosce un suo coinvolgimento nelle dinamiche di politica locale fanese, intrapreso a partire dal 1898, suggellando in segreto un accordo con l'avvocato Ruggero Mariotti, politico locale fanese nonché deputato del Regno d'Italia per cinque lustri a partire dal 1886 (con l'eccezione del triennio 1895-1897). 
Avviato alla politica nel 1873, dapprima con un orientamento conservatore e difensore della istitutio monarchica, il Mariotti si impegnò a dare vigore a una destra nuova, e si trovò inizialmente a non condividere il progetto della proposta politica locale moderata del postunità d'Italia avanzata dal conte Camillo Marcolini nel 1879, indirizzata a stipulare un accordo con i cattolici per svecchiare gli equilibri politici locali e riorganizzare i movimenti derivati dalla destra storica, coinvolgendo forze non più considerate antagoniste, ma positive alle scelte liberali.
Più tardi, durante l'inizio dell'epoca giolittiana (1891), Mariotti virò invece verso posizioni clerico-moderate, sostenendo iniziative sia nel pubblico sia nel privato che mirassero a garantire il sostegno dei candidati liberal-monarchici da parte dell'elettorato cattolico; iniziative di cui il conte Marcolini († 1889) in vita fu antesignano.
L'alleanza clerico-moderata del 1898 tra il Mariotti e il vescovo Franceschini si consumò nel segreto, e fu da un lato il fondamento per i successivi tredici anni di amministrazione di matrice conservatrice presso le mura del potere di palazzo Nolfi, mentre dall'altro sancì la definitiva legittimazione del «vecchio clericalismo», essendosi i cattolici ormai stanziati appieno nelle trame del potere locale. La ricchezza e la complessità dei rapporti tra l'alto prelato, Mariotti e i liberali è testimoniata dalle numerose missive tra il Mariotti e il presbitero Riccardo Paolucci, segretario influente dello stesso vescovo Franceschini nonché incaricato presso lo stesso vescovo dell'organizzazione politica ed elettorale dei cattolici della zona.
Si hanno anche notizie di un suo interessamento nella prevenzione e nella igiene pubblica, citate sia in La rassegna nazionale sia nel periodico medico Archivio di Oftalmologia. L'ufficiale sanitario di Fano informò il presule delle coeve esperienze condotte a Torino dal professor Abba, dell'Istituto di igiene del capoluogo piemontese, il quale riscontrò la presenza di alcuni bacilli patogeni all'interno delle acquasantiere. Franceschini si adoperò in breve tempo a erigere e inviare una circolare a tutti i presbiteri e rettori delle chiese della sua diocesi, nella quale si premurò di scrivere alcune norme igieniche da adottare.
(La rassegna nazionale, vol. CXII, anno XXII, Firenze, 1900, p. 410)
Volle e finanziò a sue spese la costruzione di una chiesa nel rione del porto, dedicata a san Giuseppe e progettata dall'architetto Giuseppe Balducci nello stile del XIV secolo. La chiesa si presenta strutturata in tre navate, con due cappelle laterali al termine della crociera e il presbiterio sublevato. Fu lo stesso vescovo a consacrarla il 24 agosto 1913. Egli espresse anche il desiderio di essere sepolto nella cripta della chiesa. Nel 1915 affidò la nuova chiesa e la relativa parrocchia di san Giuseppe al Porto ai padri agostiniani. Morì il 29 marzo 1916 a Fano e, assecondato il suo volere, fu tumulato nella cripta della sua chiesa di san Giuseppe al Porto, all'interno di un sarcofago marmoreo, sulla cui superficie anteriore è scolpita la seguente epigrafe:
Quand'era ancora in vita si spese anche per l'apertura del primo istituto d'insegnamento per cieche e sordomute, voluto dalla nobildonna Luisa Palazzi-Zavarise; tuttavia il progetto si avviò compiutamente solo dopo la morte del vescovo Franceschini, nel 1922.

## Opere
- Elogio funebre di Filippo Maria Andrenelli letto nella chiesa del Suffragio di Cupra-Marittima, Foligno, Stab. Tomassini, 1877, SBN UMC0974025.
- Vincenzo Franceschini e Adolfo Cellini, Saggi di letteratura greca, latina e italiana, Roma, Tipografia poliglotta della S. C. di Propaganda Fide, 1881, SBN VIA0297896.[18]
- Vincenzo Franceschini per la grazia di Dio e della S. Sede Apostolica vescovo di Fano alla stessa S. Sede immediatamente soggetto al venerabile clero e dilettissimo popolo della città e diocesi, Fossombrone, Tipografia di F. Monacelli, 1897, SBN URB0912739.
- Lo Spirito dell'Evangelo nell'Azione Cattolica ed il ritorno al Regno di Cristo. Lettera Pastorale al clero e al popolo della città e diocesi di Fano per la Quaresima dell'anno 1899, Fano, Premieta Soc. Tip. Coop. ed., 1899, SBN PAL0243080.
- Il sacerdote cattolico. Lettera pastorale al clero e al popolo della città e diocesi di Fano per la Quaresima dell'anno 1905, Fano, Tipografia Artigianelli, 1905, SBN URB0912742.
- Evangelo e Chiesa. Lettera pastorale al clero ed al popolo della città e diocesi di Fano per la Quaresima dell'anno 1906, Fano, Istituto S. Arcangelo scuola tipografica, 1906, SBN URB0912743.
- Evoluzione e domma. Lettera pastorale al clero ed al popolo della città e diocesi di Fano per la Quaresima dell'anno 1907, Pesaro, Gualtiero Federici, 1907, SBN URB0912773.
- La risurrezione di N. S. Gesù Cristo di fronte alla storia e alla fede. Lettera pastorale al clero ed al popolo della città e diocesi di Fano per la Quaresima dell'anno 1908, Fano, Società Tipografica Cooperativa, 1908, SBN URB0912772.
- La elevazione dell'uomo all'ordine soprannaturale e la vera fisionomia della fede. Lettera pastorale al clero ed al popolo della città e diocesi di Fano per la Quaresima dell'anno 1909, Pesaro, Gualtiero Federici, 1909, SBN URB0912771.
- Le insubordinazioni e le incoerenze del modernismo di fronte al primato del R. Pontefice. Lettera pastorale al clero ed al popolo della città e diocesi di Fano per la Quaresima dell'anno 1911, Fano, Scuola Tip. Fanese, 1911, SBN URB0912770.
- Il modernismo e i fondamenti della morale. Lettera pastorale al clero ed al popolo della città e diocesi di Fano per la Quaresima dell'anno 1912, Fano, Tip. Fanese, 1912, SBN BRI0408143.

## Genealogia episcopale e successione apostolica
La genealogia episcopale è:
- Cardinale Scipione Rebiba
- Cardinale Giulio Antonio Santori
- Cardinale Girolamo Bernerio, O.P.
- Arcivescovo Galeazzo Sanvitale
- Cardinale Ludovico Ludovisi
- Cardinale Luigi Caetani
- Cardinale Ulderico Carpegna
- Cardinale Paluzzo Paluzzi Altieri degli Albertoni
- Papa Benedetto XIII
- Papa Benedetto XIV
- Papa Clemente XIII
- Cardinale Marcantonio Colonna
- Cardinale Giacinto Sigismondo Gerdil, B.
- Cardinale Giulio Maria della Somaglia
- Cardinale Carlo Odescalchi, S.I.
- Cardinale Costantino Patrizi Naro
- Cardinale Lucido Maria Parocchi
- Vescovo Vincenzo Franceschini

La successione apostolica è:
- Vescovo Luigi Ferri (1912)